# Daniel Brocklebank
Daniel Brocklebank (ur. 21 grudnia 1979 w Stratford-upon-Avon) – brytyjski aktor teatralny, filmowy i telewizyjny.

## Życiorys

### Wczesne lata
Urodził się i wychowywał z siostrą Sophie na obrzeżach Stratford-upon-Avon jako syn Tracy i Juliana, wykwalifikowanego budowniczego, specjalizującego się w renowacji starych budynków, właściciela firmy Brockson Builders. Jako dziecko był bardzo nieśmiały i zachęcano go, by grał w rugby, jeździł konno i na motocyklach. W wieku dziesięciu lat wraz ze swoją babcią dołączył do kilku lokalnych amatorskich teatrów, a wkrótce zdobył kwalifikacje uczęszczając na prywatne lekcje do wykładowcy dramatu London Academy of Music and Dramatic Art. Stał się także samoukiem jako pianista i wokalista.

### Kariera
W 1994 roku został obsadzony w serialu dla dzieci Ragdoll Productions Brum. Jednak dopiero w 1995 roku, mając 15 lat wystąpił w produkcji Royal Shakespeare Company Władca much (Lord of the Flies) jako Ralph. Potem także grał w spektaklach: Tytus Andronikus (2003) jako Chiron, Jak wam się podoba (2003) jako Silvius oraz The Tamer Tamed (2003–2004) jako Rowland. W 2009 na scenie Birmingham Repertory Theatre zagrał brata Jaspera w sztuce Philipa Pullmana Mroczne materie (His Dark Materials). W 1996 roku przeniósł się do Londynu i uczęszczał na dwuletni kurs teatru muzycznego do Redroofs Theatre School.
Zagrał postać Sama Gosse w filmie Zakochany Szekspir (Shakespeare in Love, 1998) z Gwyneth Paltrow i Judi Dench i otrzymał Screen Actors Guild Award wraz z obsadą filmu. Rola księdza wikarego Jacka Gillie’a, osadzonego i skazanego na więzienie za popełnione przestępstwo, podejrzewanego jest przez współwięźniów o pedofilię w dramacie Release (2010) przyniosła mu nagrodę dla najlepszego aktora na Międzynarodowym Festiwalu Filmowym LesGaiCineMad.

## Życie prywatne
W wieku 15 lat zdecydował się powiedzieć rodzicom, że jest osobą homoseksualną. Zamieszkał w Muswell Hill na przedmieściach północnego Londynu.

## Filmografia

### Filmy fabularne
- 1996: Mensch Mier jako Ludwig
- 1998: Merlin (TV) jako młody Merlin
- 1998: Monk Dawson jako Dawson
- 1998: Zakochany Szekspir (Shakespeare in Love) jako Sam Gosse
- 1999: Arytmetyka diabła (The Devil’s Arithmetic) jako Shmuel
- 2001: Bunkier (The Hole) jako Martyn Taylor
- 2002: Godziny (The Hours) jako Rodney
- 2010: Release jako ks. Jack Gillie
- 2011: Czas bohaterów (Age of Heroes) jako sierżant Hamilton
- 2015: Michiel de Ruyter
- 2015: Fatalny układ (Soft Lad) jako Jules

### Seriale TV
- 2008-: Fair City jako Nicky
- 2010: EastEnders jako Roger Green
- 2011: Na sygnale (Casualty BBC1) jako Tom Watkins
- 2014–2015: WPC 56 (BBC1) jako Carl Saunders
- 2014-: Coronation Street jako Billy Mayhew
- 2015: Morderstwa w Midsomer (Midsomer Murders, ITV) jako Brian Grey